# Albert Lampert

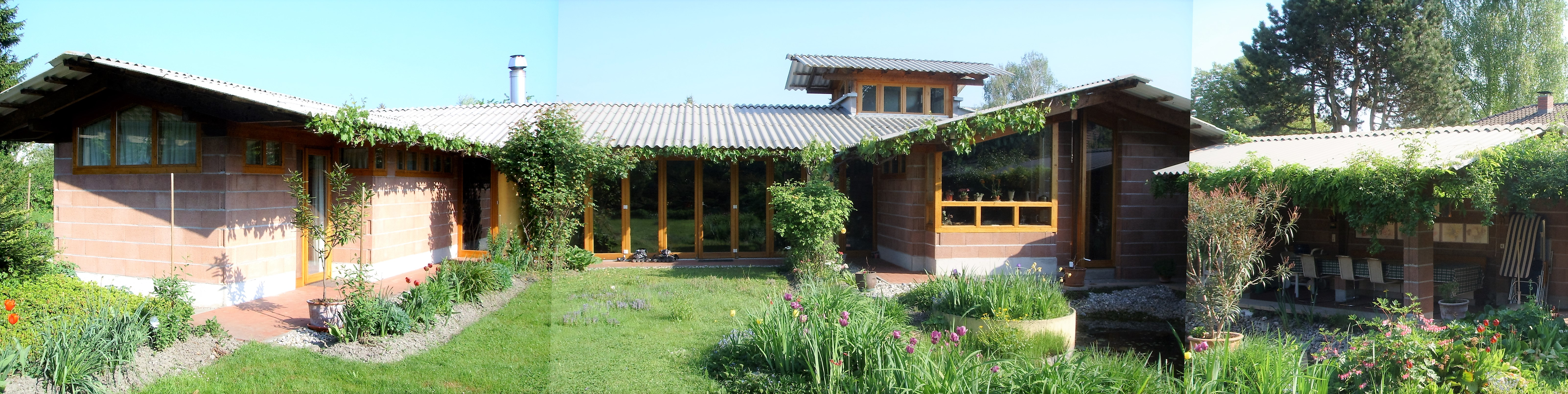
Wohnhaus in Höchst, Vorarlberg. Geplant als Altersruhesitz, fertiggestellt 1996.

Albert Lampert (* 24. Mai 1930 in St. Margrethen; † 29. März 2019 in Höchst) war ein Schweizer Architekt.

## Werdegang
1954 bis 1957 arbeitete er im Architekturbüro von Rino Tami, Lugano, und war an der Planung des neuen „Studio Radio Svizzera Italiana“ in Lugano maßgeblich beteiligt. Ebenso plante er das Kino Corso in Lugano. Von 1957 bis 1960 hatte er einen Lehrauftrag an der ETH Zürich. Das Architekturbüro Albert Lampert in Stuttgart bestand von 1960 bis 1996. Ein Hauptinteresse galt dem Industrie- und Siedlungsbau. Industrie- und Verwaltungsbauten für die Firma Behr, jetzt Mahle, in Stuttgart und Muehlacker.

## Auszeichnungen
- 1965: Die „Fussgängerstadt“, Siedlung Sulgen[3]
- 1984: Städtebaulicher Wettbewerb „Westlich des Seebaches“, Weinsberg